# Lil Xan
Николас Дие́го Лиа́нос (англ. Nicholas Diego Leanos, род. 6 сентября 1996, Редлендс, Калифорния, США), более известный под псевдонимом Lil Xan (рус. Лил Зен) или просто Diego (рус. Диего) — американский рэпер и автор песен. Наиболее известен по композиции «Betrayed», который получил платиновую сертификацию от RIAA. Пиковой позицией трека «Betrayed» в чарте «Billboard Hot 100» стала 64-я строчка. Его сценическое имя происходит от названия одного из лекарств (ксанакс, англ. xanax), использующегося в рекреационных целях.

## Ранняя жизнь
Лианос родился в семье мексиканцев. На протяжении всего детства мальчик жил в нищете и был вынужден перебираться по мотелям в его районе, не имея возможности находиться дома. Через какое-то время Диего поступил в «Redlands East Valley High School», но спустя год бросил её, начав проводить большинство своего времени дома, абсолютно без работы. Перед тем, как начать читать рэп, Лианос всё же работал дворником на улице и продавцом наркотиков. Вскоре Николас увлекся фотографированием. После того, как его камеру украли, Диего перешел к музыкальному творчеству.

## Карьера
Лианос начал набирать популярность на таких музыкальных платформах, как SoundCloud и YouTube. Первый скачок интереса к его персоне произошел после того, как исполнитель опубликовал музыкальное видео на свою песню «Betrayed» в августе 2017 года. В интервью для XXL Диего объявил название своего дебютного альбома — «Total Xanarchy». В альбом вошли коллаборации с такими артистами, как Дипло и Swae Lee. В декабре 2017 года исполнитель сообщил о начале своего тура в поддержку дебютного альбома, билеты на который были полностью распроданы спустя 5 часов после анонса, учитывая информацию от «Billboard». В 2018 году Лианос обмолвился, что собирается сменить свой сценический псевдоним с «Лил Зен» на «Диего», дабы поддержать антинаркотическое движение, но в последующем интервью сказал, что не был уверен насчёт этого.
После новостей о том, что Мак Миллер, предположительно, погиб в результате передозировки наркотическими средствами, Лил Зен заявил о том, что заканчивает свою музыкальную карьеру. Спустя несколько дней Диего уточнил, что продолжит заниматься музыкой, но будет сфокусирован на других видах искусства.
Lil Xan заявил о желании выпустить альбом Sorry I Didnt Quit в 2020 году.

## Музыкальный стиль
Как утверждает Диего, его первыми источниками вдохновения являлись Фаррелл Уильямс и N.E.R.D, а также Arctic Monkeys, Cage the Elephant и Queens of the Stone Age. Дрейк и Мак Миллер являются главными источниками отличного музыкального вдохновения для исполнителя, по его же словам.
Некоторые музыкальные журналы оценивают его музыкальное творчество как «типичный трэп», «часть грустного музыкального движения», «мрачная и сновидящая музыка».

## Конфликты
В 2018 году Лианос возглавил заголовки множества новостных постов, когда во время интервью оценил покойного рэпера Тупака Шакура в 2 балла из 9 и сказал, что его музыка достаточно скучна. После инцидента рэпер Waka Flocka Flame написал в своём твиттер-аккаунте, что для Диего места в хип-хопе больше нет. Однако через небольшой промежуток времени Лианос всё же почтил память Тупака, исполнив одну из его песен — «California Love».

## Личная жизнь
В июне 2018 года Лианос начал встречаться с Ноа Сайрус, певицей и актрисой, младшей сестрой Майли Сайрус. В августе пара выпускает совместную песню «Live or Die». Спустя месяц Ноа и Диего расстаются по инициативе рэпера. Сайрус в качестве шутки отправила ему отредактированную фотографию Чарли Пута, на которой он был «запечатлен» голым
С октября 2018 года Диего начал встречаться с Энни Смит. Затем сообщил о беременности девушки, но спустя примерно 6 недель у Энни случился выкидыш.
Пристрастие к наркотическим средствам было большой проблемой Лианоса. Спустя продолжительное время их чрезмерного употребления исполнителю получилось избавиться от зависимости. В данный момент Зен поддерживает антинаркотическое движение, призывая людей не употреблять наркотики и отказаться от их производства в целом.

## Дискография

### Альбомы
| Название       | Детали                                                                             | Высшая позиция в чартах |
| Название       | Детали                                                                             | US                      |
| -------------- | ---------------------------------------------------------------------------------- | ----------------------- |
| Total Xanarchy | - Релиз: 6 апреля 2018 - Формат: CD, цифровая загрузка - Лейбл: Columbia           | 10                      |
| DIEGO          | - Релиз: 20 сентября 2024 - Формат: CD, цифровая загрузка - Лейбл: Xanarchy Milita | —                       |

### Микстейпы
| Название                  | Детали                                                                         |
| ------------------------- | ------------------------------------------------------------------------------ |
| Heartbreak Soldiers       | - Релиз: 8 июля 2018 - Формат: Цифровая загрузка, стриминг - Лейбл: Columbia   |
| Heartbreak Soldiers Pt. 2 | - Релиз: 20 марта 2019 - Формат: Цифровая загрузка, стриминг - Лейбл: Columbia |

### Мини-альбомы
| Название         | Детали                                                                                              |
| ---------------- | --------------------------------------------------------------------------------------------------- |
| CITGO            | - Релиз: 6 сентября 2016 - Формат: Цифровая загрузка, стриминг, кассета - Лейбл: Sleepcvlt (касета) |
| Toothache        | - Релиз: 19 июня 2017 - Формат: Цифровая загрузка, стриминг - Лейбл: Н/Д                            |
| Xanarchy         | - Релиз: 1 августа 2017 - Формат: Цифровая загрузка, стриминг - Лейбл: Н/Д                          |
| Xanarchy Militia | - Релиз: 14 ноября 2018 - Формат: Цифровая загрузка, стриминг - Лейбл: Columbia                     |
| Fireworks        | - Релиз: 19 февраля 2019 - Формат: Стриминг - Лейбл: Columbia                                       |

### Синглы

#### В качестве ведущего исполнителя
| Название                                                             | Год  | Высшая позиция в чартах | Высшая позиция в чартах | Высшая позиция в чартах | Высшая позиция в чартах | Сертификации       | Альбом                        |
| Название                                                             | Год  | US                      | US R&B/ HH              | CAN                     | SWE                     | Сертификации       | Альбом                        |
| -------------------------------------------------------------------- | ---- | ----------------------- | ----------------------- | ----------------------- | ----------------------- | ------------------ | ----------------------------- |
| «Montana Doe»                                                        | 2016 | —                       | —                       | —                       | —                       |                    | Внеальбомный сингл            |
| «Who Are You?» (совместно с Oohdem Beatz)                            | 2016 | —                       | —                       | —                       | —                       |                    | CITGO                         |
| «Center Fold» (совместно с Julian Dova и Oohdem Beatz)               | 2016 | —                       | —                       | —                       | —                       |                    | Внеальбомный сингл            |
| «Sorry» (совместно с Oohdem Beatz)                                   | 2016 | —                       | —                       | —                       | —                       |                    | Внеальбомный сингл            |
| «Vicodin» (совместно с Julian Dova и Oohdem Beatz)                   | 2017 | —                       | —                       | —                       | —                       |                    | Внеальбомный сингл            |
| «Been Bout It»                                                       | 2017 | —                       | —                       | —                       | —                       |                    | Внеальбомный сингл            |
| «Xanarchy»                                                           | 2017 | —                       | —                       | —                       | —                       |                    | Xanarchy                      |
| «No Love»                                                            | 2017 | —                       | —                       | —                       | —                       |                    | Xanarchy                      |
| «Crash the Whip» (совместно с $teven Cannon)                         | 2017 | —                       | —                       | —                       | —                       |                    | Внеальбомный сингл            |
| «Slingshot»                                                          | 2017 | —                       | —                       | —                       | —                       |                    | Total Xanarchy                |
| «Betrayed»                                                           | 2017 | 64                      | 28                      | 49                      | 11                      | - RIAA: платиновый | Total Xanarchy                |
| «Far»                                                                | 2017 | —                       | —                       | —                       | —                       |                    | Total Xanarchy                |
| «Water (Models)» (совместно с Spell Jordan при участии Smokeasac)    | 2017 | —                       | —                       | —                       | —                       |                    | Внеальбомный сингл            |
| «Wake Up»                                                            | 2017 | —                       | —                       | —                       | —                       |                    | Total Xanarchy                |
| «Color Blind» (совместно с Дипло)                                    | 2018 | —                       | —                       | —                       | —                       |                    | California и Total Xanarchy   |
| «The Man» (при участии $teven Cannon)                                | 2018 | —                       | —                       | —                       | —                       |                    | Total Xanarchy                |
| «Moonlight» (совместно с Charli XCX)                                 | 2018 | —                       | —                       | —                       | —                       |                    | Total Xanarchy                |
| «Lies» (при участии Lil Skies)                                       | 2018 | —                       | —                       | —                       | —                       |                    | Heartbreak Soldiers           |
| «Live or Die» (совместно с Ноа Сайрус)                               | 2018 | —                       | —                       | —                       | —                       |                    | Внеальбомный сингл            |
| «Slope»                                                              | 2018 | —                       | —                       | —                       | —                       |                    | Xanarchy Militia              |
| «On Sight» (совместно с Lucifena)                                    | 2018 | —                       | —                       | —                       | —                       |                    | Внеальбомный сингл            |
| «Watch Me Fall»                                                      | 2019 | —                       | —                       | —                       | —                       |                    | Внеальбомный сингл            |
| «Tree Sap»                                                           | 2019 | —                       | —                       | —                       | —                       |                    | Внеальбомный сингл            |
| «Shake It»                                                           | 2019 | —                       | —                       | —                       | —                       |                    | Pornhub Valentine’s Day Album |
| «Jewelry» (совместно с DJ Stadium и PH4DE)                           | 2019 | —                       | —                       | —                       | —                       |                    | Внеальбомный сингл            |
| «Summer Days»                                                        | 2019 | —                       | —                       | —                       | —                       |                    | Внеальбомный сингл            |
| «I Might» (при участии YBN Nahmir, Steven Cannon и YBN Almighty Jay) | 2019 | —                       | —                       | —                       | —                       |                    | Внеальбомный сингл            |
| «Bloody Nose»                                                        | 2019 | —                       | —                       | —                       | —                       |                    | Внеальбомный сингл            |
| «Midnight In Prague»                                                 | 2019 | —                       | —                       | —                       | —                       |                    | Внеальбомный сингл            |
| «West Side»                                                          | 2019 | —                       | —                       | —                       | —                       |                    | Внеальбомный сингл            |
| «Like Me»                                                            | 2019 | —                       | —                       | —                       | —                       |                    | Sorry I Didn’t Quit           |
| «Wrong Way» (совместно с Kidd Keo)                                   | 2019 | —                       | —                       | —                       | —                       |                    | Sorry I Didn’t Quit           |
| «Death to Mumble Rap 2» (совместно с Gawne)                          | 2020 | —                       | —                       | —                       | —                       |                    | Внеальбомный сингл            |

### В качестве приглашенного исполнителя
| Название                                                          | Год  | Альбом                     |
| ----------------------------------------------------------------- | ---- | -------------------------- |
| «Lifeless» (Chem X при участии Lil Xan)                           | 2017 | Внеальбомный сингл         |
| «For the Better» (Kid Kaze при участии Lil Xan)                   | 2017 | Внеальбомный сингл         |
| «Lost» (Joei Razook при участии Lil Xan)                          | 2017 | Внеальбомный сингл         |
| «Broke the Outline» (Kid Kaze при участии Lil Xan)                |      | Внеальбомный сингл         |
| «Whoa» (HenneyPapi при участии Lil Xan)                           | 2018 | Внеальбомный сингл         |
| «Racksonracksonracks» (HenneyPapi при участии Lil Xan)            | 2018 | Litlyfe II                 |
| «Wait» (Kid Kaze при участии Lil Xan)                             | 2018 | Внеальбомный сингл         |
| «Brainfreeze» (Prime Society при участии Lil Xan и $teven Cannon) | 2018 | Внеальбомный сингл         |
| «Crazy Shit» (Skooly при участии Lil Xan)                         | 2018 | Don’t You Ever Forget Me 3 |
| «Percy» (Lil Icepack при участии Lil Xan)                         | 2018 | Внеальбомный сингл         |
| «Cookin'» (Blatz при участии $teven Cannon и Lil Xan)             | 2018 | Внеальбомный сингл         |
| «I Might» ($teven Cannon при участии Lil Xan)                     | 2018 | Внеальбомный сингл         |
| «Swimming» (Baby Goth при участии Trippie Redd и Lil Xan)         | 2018 | Baby Goth                  |
| «XOXO» (Jumex при участии Lil Xan)                                | 2020 | Внеальбомный сингл         |

## Награды и номинации
| Год  | Церемония               | Категория     | Номинируемая работа | Результат | Прим.  |
| ---- | ----------------------- | ------------- | ------------------- | --------- | ------ |
| 2018 | MTV Video Music Awards  | Прорыв года   | Lil Xan             | Номинация | [ 42 ] |
| 2018 | MTV Europe Music Awards | Лучший прорыв | Lil Xan             | Номинация | [ 42 ] |